# Xabier Arzoz
Xabier Arzoz Santisteban (Bilbao, 1968) es un catedrático de Derecho Administrativo de la Universidad Nacional de Educación a Distancia (UNED) y ex letrado del Tribunal Constitucional.

## Biografía
Xabier Arzoz nació en Bilbao en 1968. Se licenció en Derecho con matrícula de honor en la Universidad de Deusto en 1991 (1986-1991), con especialidad económica y especialización en Estudios Europeos.
Hizo estudios de máster e investigación en Derecho y Derecho europeo en la Universidad del Sarre de Alemania (Universität des Saarlandes, Europa-Institut, Saarbrücken). Se doctoró en Derecho Administrativo en la Universidad del País Vasco en 1998.
Entre 2004 y 2005 fue Basque Visiting Fellow en St Antony's College de la Universidad de Oxford en Reino Unido.
En diciembre de 1992 se convirtió en profesor universitario de Derecho Administrativo en la Universidad del País Vasco, en 2001 en Profesor Titular y actualmente es catedrático de Derecho Administrativo de la Universidad Nacional de Educación a Distancia (UNED).
En el año 2000 ganó el Premio Jesús María Leizaola junto a otros profesores de la UPV/EHU, en 2010 el primer premio del Centro de Estudios Financieros en la modalidad de Derecho Constitucional y Administrativo y en 2014 el Premio Internacional de Investigación Jurídica Lorenzo Martín-Retortillo Baquer sobre derechos fundamentales, otorgado por la Asociación Española de Profesores de Derecho Administrativo.
En febrero de 2011 fue escogido por el Tribunal Constitucional como letrado del TC. También es miembro del Consejo Asesor de la Revista Vasca de Administración Pública.

## Publicaciones
Entre sus publicaciones están:
- Administrazio-zuzenbidearen hastapenak,  ISBN 84-8373-679-9
- La obligación de resolver y de notificar y el silencio administrativo: análisis de las modificaciones introducidas por la Ley 4/1999, de 13 de enero, Marcial Pons, 2001.  ISBN 84-7248-849-7
- Concepto y régimen jurídico del acto administrativo comunitario, Instituto Vasco de Administración Pública, 1998, ISBN 84-7777-197-9
- Videovigilancia, Seguridad ciudadana y derechos fundamentales, ISBN 978-84-470-3422-2[8]
- Revisión de actos administrativos nacionales en el derecho administrativo europeo, ISBN 978-84-470-4534-1
- Videovigilancia, ISBN 978-84-9985-023-8
- Comentarios a la ley orgánica de universidades, ISBN 978-84-470-2526-8
- El estado federal asimétrico, ISBN 978-84-7777-199-9
- La concretización y actualización de los derechos fundamentales, ISBN 978-84-259-1588-8[9]
- La obligación de resolver y de notificar el silencio administrativo, ISBN 978-84-7248-849-6